# 1921年の宝塚歌劇公演一覧
本項目では、1921年の宝塚歌劇公演一覧（1921ねんのたからづかかげきこうえんいちらん）について示す。

## 一覧
（）内は、作者または演出者名。

### 宝塚公演

#### 正月公演
- 1月1日 - 1月20日　公會堂劇場
  - 『雀のお宿』（楳茂都陸平）
  - 『岩戶開』（久松一聲）
  - 『アラビアンナイト』（菊月十二男）
  - 『薪道成寺』（川村利男）

#### 春季第一部・花組
- 3月20日 - 5月20日　公會堂劇場
  - 『春から秋へ』（楳茂都陸平）
  - 『王女ニーナ』（岸田辰彌）
  - 『二葉の楠』（坪内逍遙）
  - 『守錢奴』（森英流）
  - 『筑摩神事』（久松一聲）

#### 春季第二部・月組
- 3月20日 - 5月20日　パラダイス劇場
  - 『仙女の森』（久松一聲）
  - 『佐保姫と手品師』（金光子）
  - 『ヘンゼルとグレーテル』（岸田辰彌）

#### 夏季第一部・花組
- 7月20日 - 8月31日　公會堂劇場
  - 『希臘神話パンドーラ』（安藤弘）
  - 『隅田川』（坪内士行）
  - 『成金』（森英流）
  - 『田樂男』（楳茂都陸平）
  - 『ネヴヰーライフ』（岸田辰彌）

#### 夏季第二部・月組
- 7月20日 - 8月31日　パラダイス劇場
  - 『牛若と辨慶』（大江夢香）
  - 『結婚嫌ひ』（安藤弘・改作）
  - 『番太鼓』（楳茂都陸平）
  - 『犬の停車場』（久松一聲）

#### 秋季・月組
- 9月20日 - 10月19日　公會堂劇場
  - 『眠の女神』（岸田辰彌）
  - 『煤烟の小路』（安藤弘）
  - 『邯鄲』（久松一聲）
  - 『由良の莊忍ぶ草』（坪内士行）
  - 『杓子ぬけ』（楳茂都陸平）

#### 秋季・花組
- 10月20日 - 11月30日　パラダイス劇場
  - 『那須の馬市』（久松一聲）　
  - 『カインの殺人』（東山松夫）
  - 『能因法師』（山下凉草・改作）
  - 『田舎源氏』（青柳健）
  - 『戀の老騎士』（寺川信）

### 東京公演
- 6月26日 - 6月30日　帝国劇場
  - 『春から秋へ』（楳茂都陸平）
  - 『筑摩神事』（久松一聲）
  - 『お夏笠物狂』（久松一聲）
  - 『月光曲』（岸田辰彌）

### 宝塚・東京以外の公演
- 3月3日　大阪・中央公会堂
  - 『雀のお宿』（楳茂都陸平）
  - 『アラビアン・ナイト』（菊月十二男）
  - 『岩戸開』（久松一聲）
  - 『月光曲』（岸田辰彌）

- 7月2日・3日　名古屋・御園座
  - 『春から秋へ』（楳茂都陸平）
  - 『お夏笠物狂』（久松一聲）

- 月組　11月4日　京都・岡崎公会堂

- 月組　12月6日　大阪・中央公会堂